# Pentanchus profundicolus
Genre
Espèce
Répartition géographique
Statut de conservation UICN

 DD  : Données insuffisantes
Pentanchus profundicolus  est une espèce de requins de la famille des Scyliorhinidae. C'est la seule espèce de son genre Pentanchus (monotypique).